# Museo del costume farnesiano

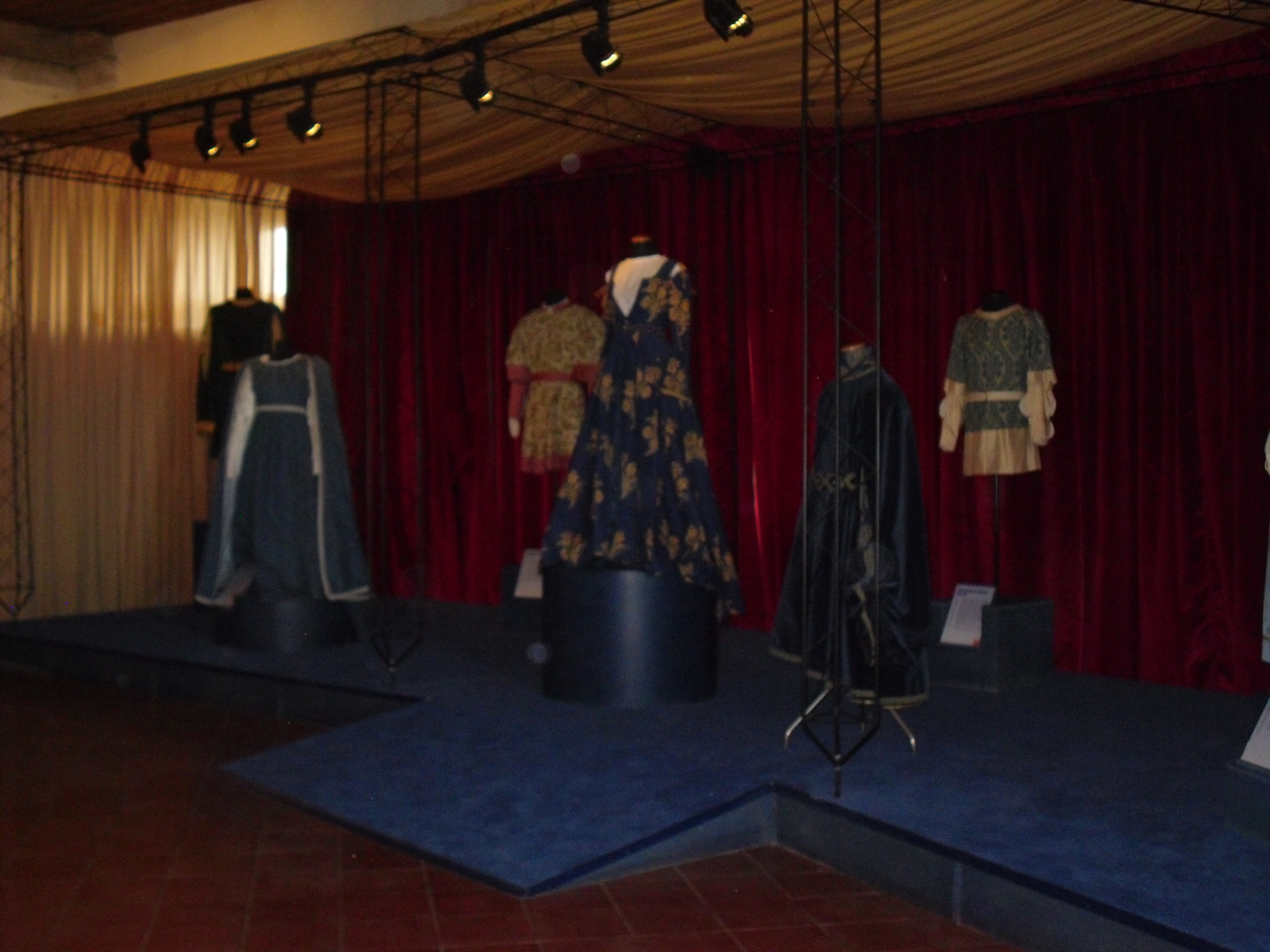
Prima sala

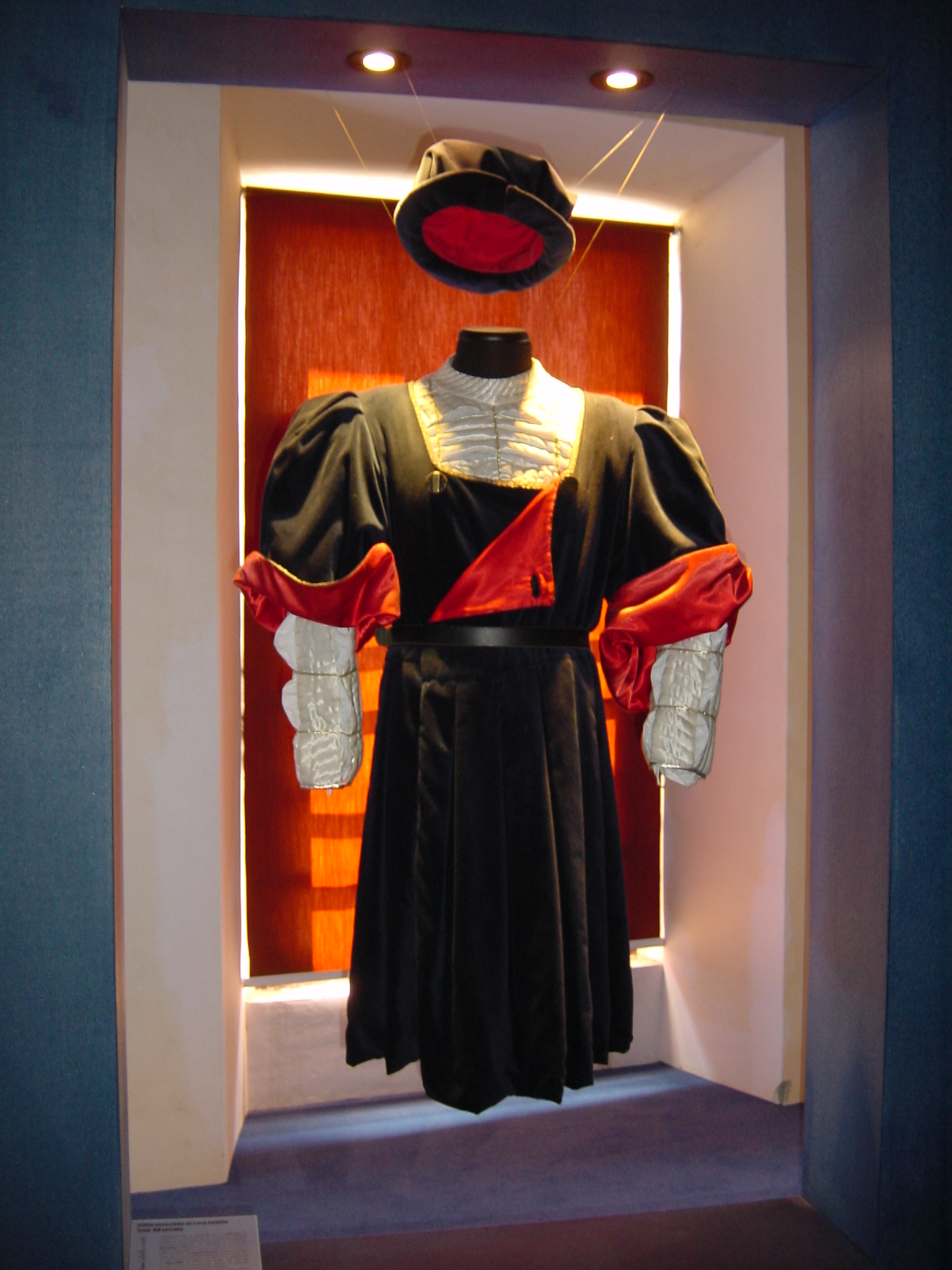
Vestito da uomo con cappello

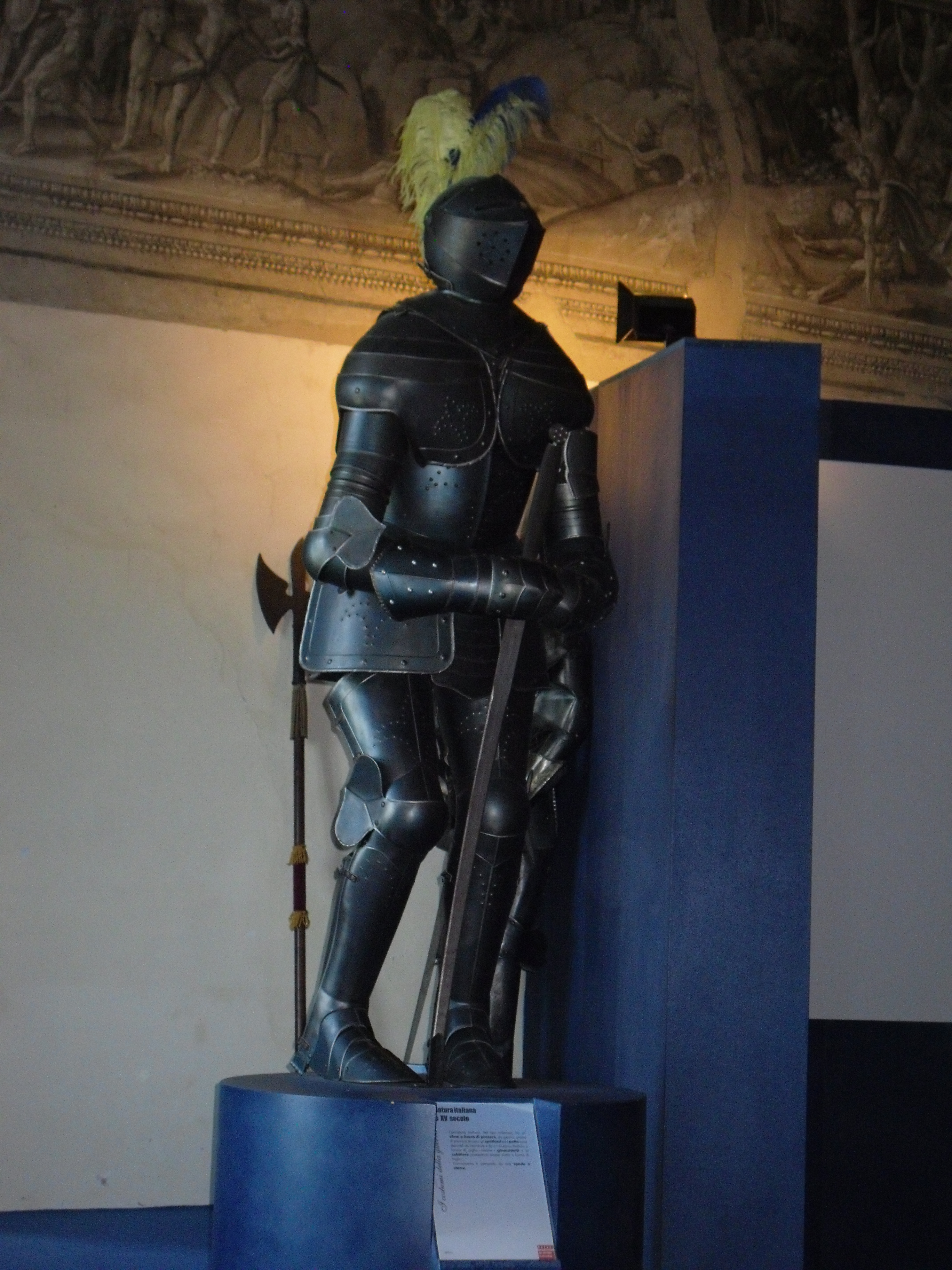
Armatura

Il Museo del costume farnesiano è uno dei monumenti più importanti del paese di Gradoli. Si colloca all'ultimo piano (secondo piano nobile) e al piano sottostante del Palazzo Farnese. È stato inaugurato nel dicembre del 1998 per mantenere vivo il patrimonio del paese.
Il museo si suddivide in diverse sale in cui ritroviamo una vasta riproduzione di abiti nobili e popolari, intimo, accessori, armi, armature, gioielli dell'epoca rinascimentale, utensili domestici per la lavorazione della lana e della canapa originari del Novecento. Gli abiti sono stati creati grazie all'osservazione di affreschi, quadri e stampe del Quattrocento, Cinquecento e Seicento.

## Percorso espositivo

### Prima sala (Loggione)
All'interno della prima sala, cosiddetta "Loggione" che il museo ci offre possiamo ritrovare abiti da cerimonia, nobiliari, maschili e femminili del 1400, in cui è evidente l'influenza della moda francese nello stile e nel taglio dei tessuti.
Questa sala è detta loggione perché all'epoca dei Farnese era una loggia aperta; infatti negli affreschi sono rappresentati i paesaggi che si vedrebbero al di là della parete.

### Seconda sala (Intimo e accessori)
Proseguendo il percorso si scende al piano sottostante tramite una scala di servizio, in cui si trova la sezione intimo e accessori.
Al suo interno è possibile osservare abbigliamento intimo, guanti, copricapi, calze, scarpe e accessori vari sia maschili che femminili.

### Terza sala (Armi e armature)
Sala delle armi e dei monocromi. La sala, decorata con affreschi monocromi raffiguranti battaglie navali e terrestri, presenta armature e abiti del 1500.
All'interno di questa sala è possibile prendere visione di video di approfondimento sul costume, la moda e la vita quotidiana del Rinascimento.

### Quarta sala (Sala dei due camini)
Sono esposti numerosi abiti del pieno Cinquecento in cui predomina lo stile Spagnolo introdotto dalla dominazione Borbonica in Italia.
Le stoffe utilizzate, prodotte nei centri tessili di Firenze e Venezia sono soprattutto velluto, damasco, broccato e seta.
Il costume che predomina questa sala è quello del Papa Paolo III (Alessandro Farnese),composto dal piviale impreziosito da gigli farnesiani d'oro.

### Quinta sala (Sala della tessitura)
Questa piccola saletta espone un telaio originale della fine dell'Ottocento e numerosi utensili per la lavorazione della lana e della canapa come fusi, rocche, pettini per la cardatura, scotole e ammaccatoi.
Completano l'esposizione brocche, ceste, vecchi ferri da stiro, scolaricotta e scolapasta.

### Sesta sala (Sala delle nozze)
L'ultima sala del museo offre al visitatore un'attenta riproduzione della scena del matrimonio tra Ottavio Farnese e Margherita d'Austria.
Tale riproduzione è stata possibile osservando l'affresco dei fratelli Taddeo e Federico Zuccari nel Palazzo Farnese di Caprarola nella sala dei fasti farnesiani.

### Sala multimediale
Grazie a questa sala è possibile l'esposizione di video multimediali-interattivi con giochi didattici e visita virtuale del museo.
Inoltre sono presenti aule didattiche per la realizzazione di laboratori artistici di pittura su stoffa e affresco rinascimentale.

## Galleria d'immagini

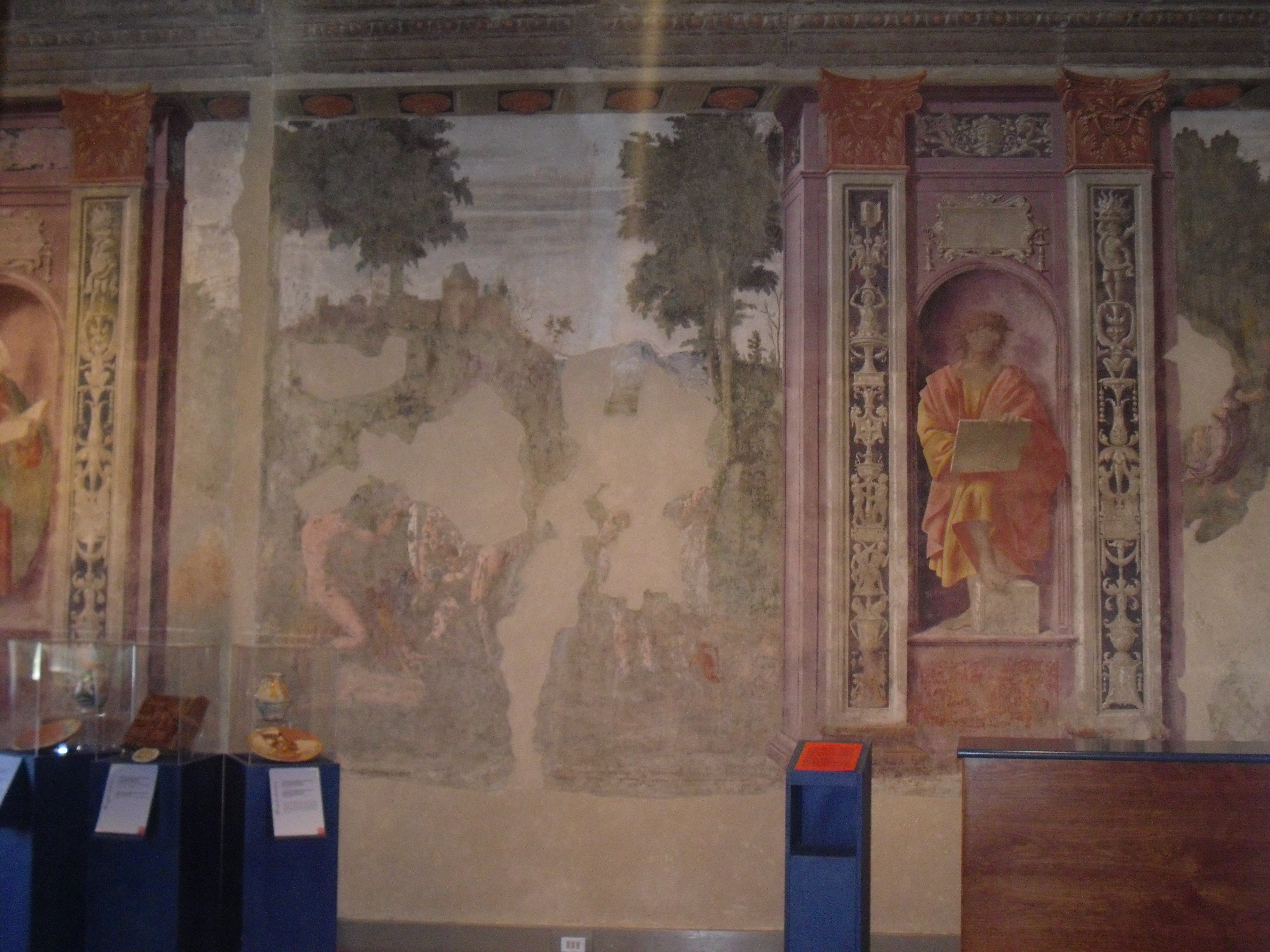
Affresco della prima sala
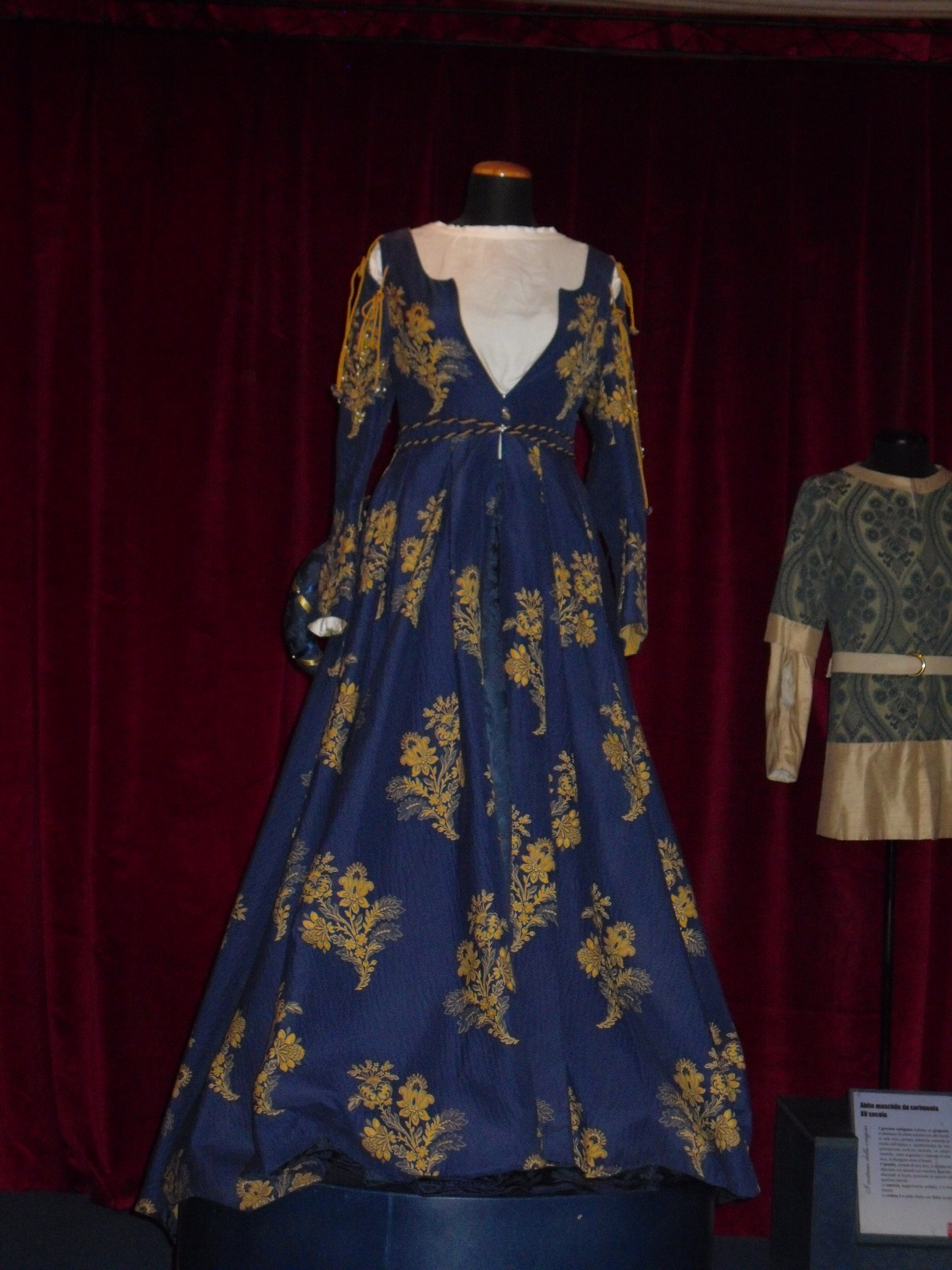
Vestito da donna della prima sala
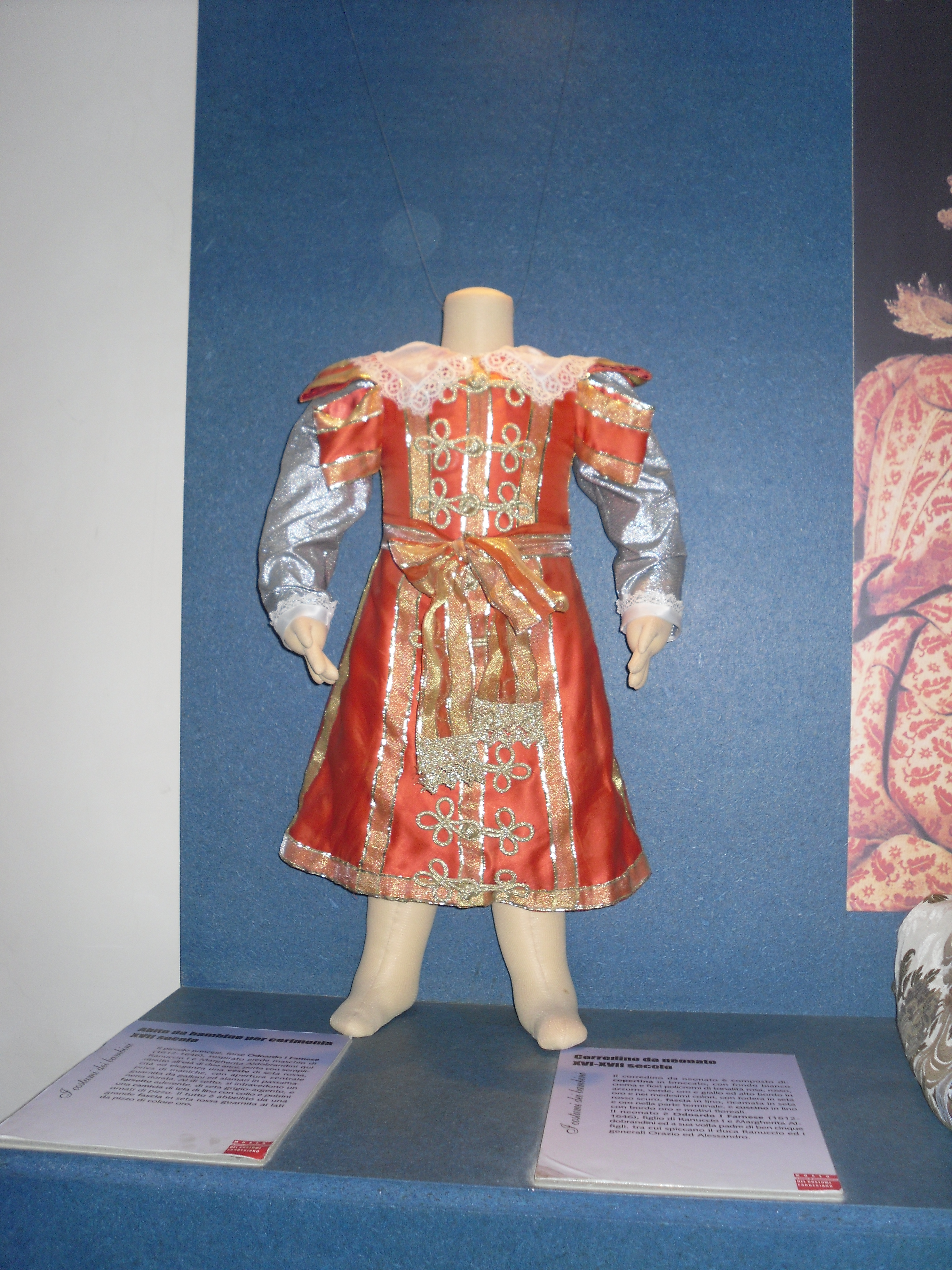
Vestito da bambino
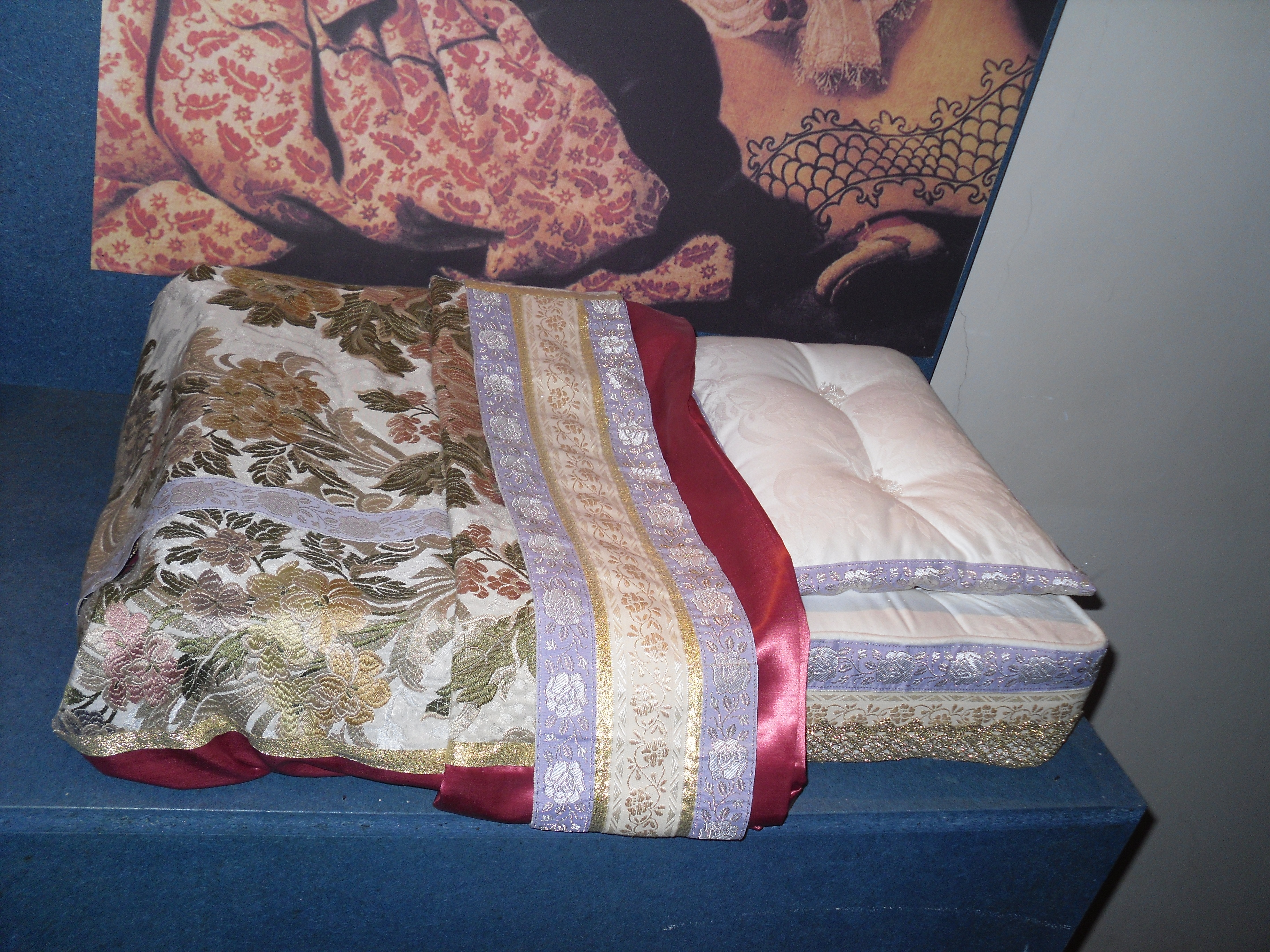
Lettino da bambino
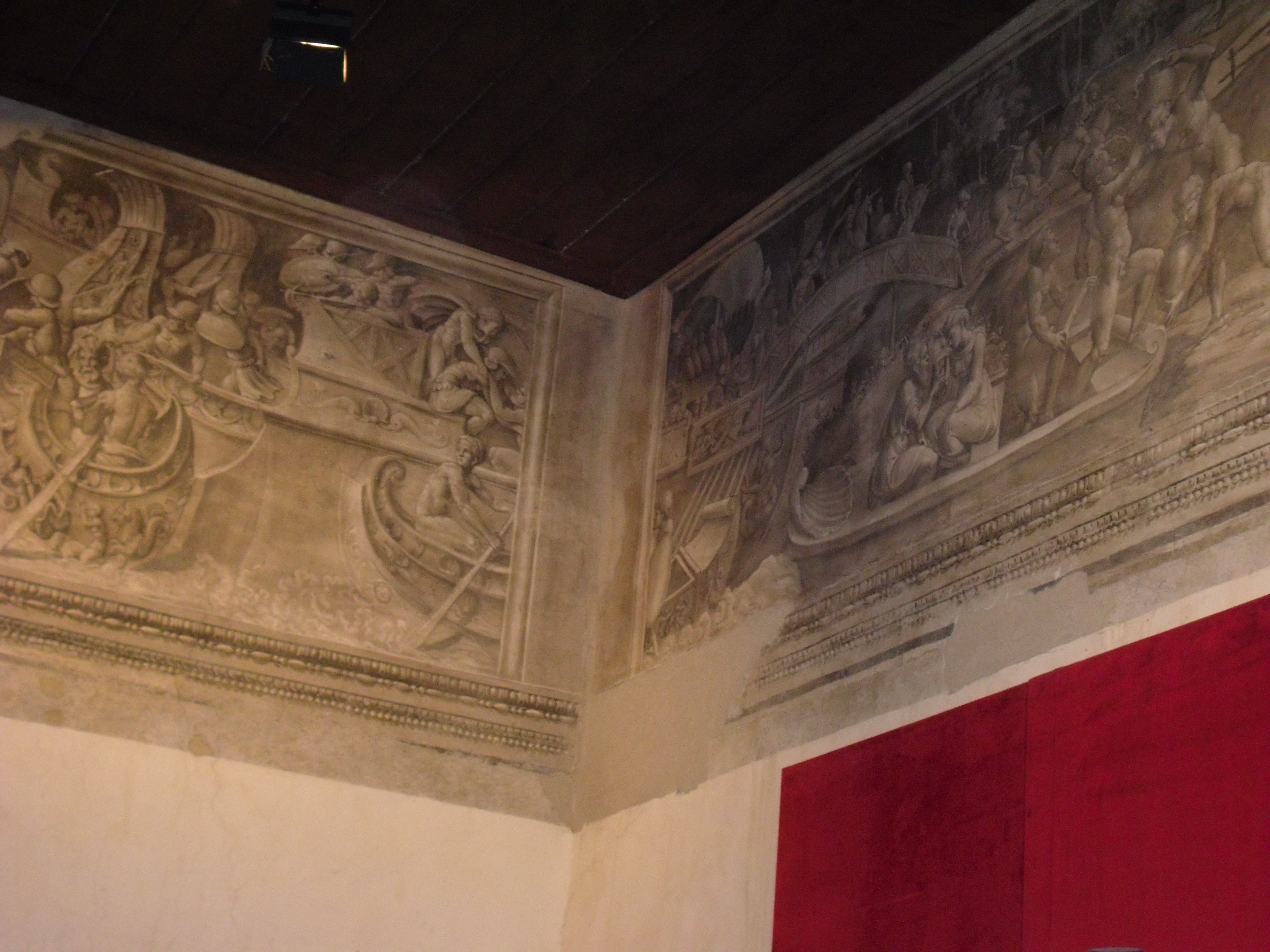
Monocromi terza sala
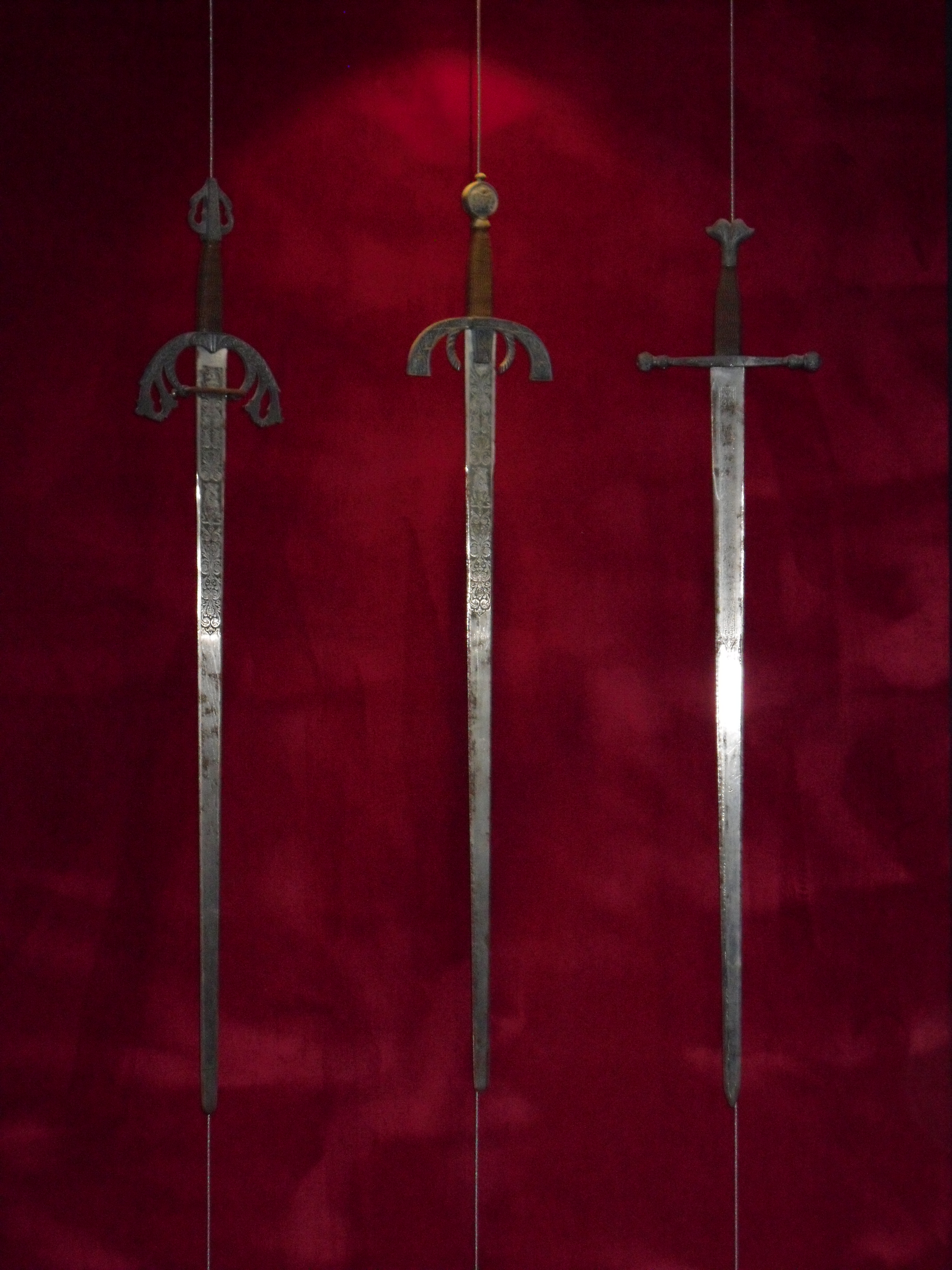
Spade della terza sala
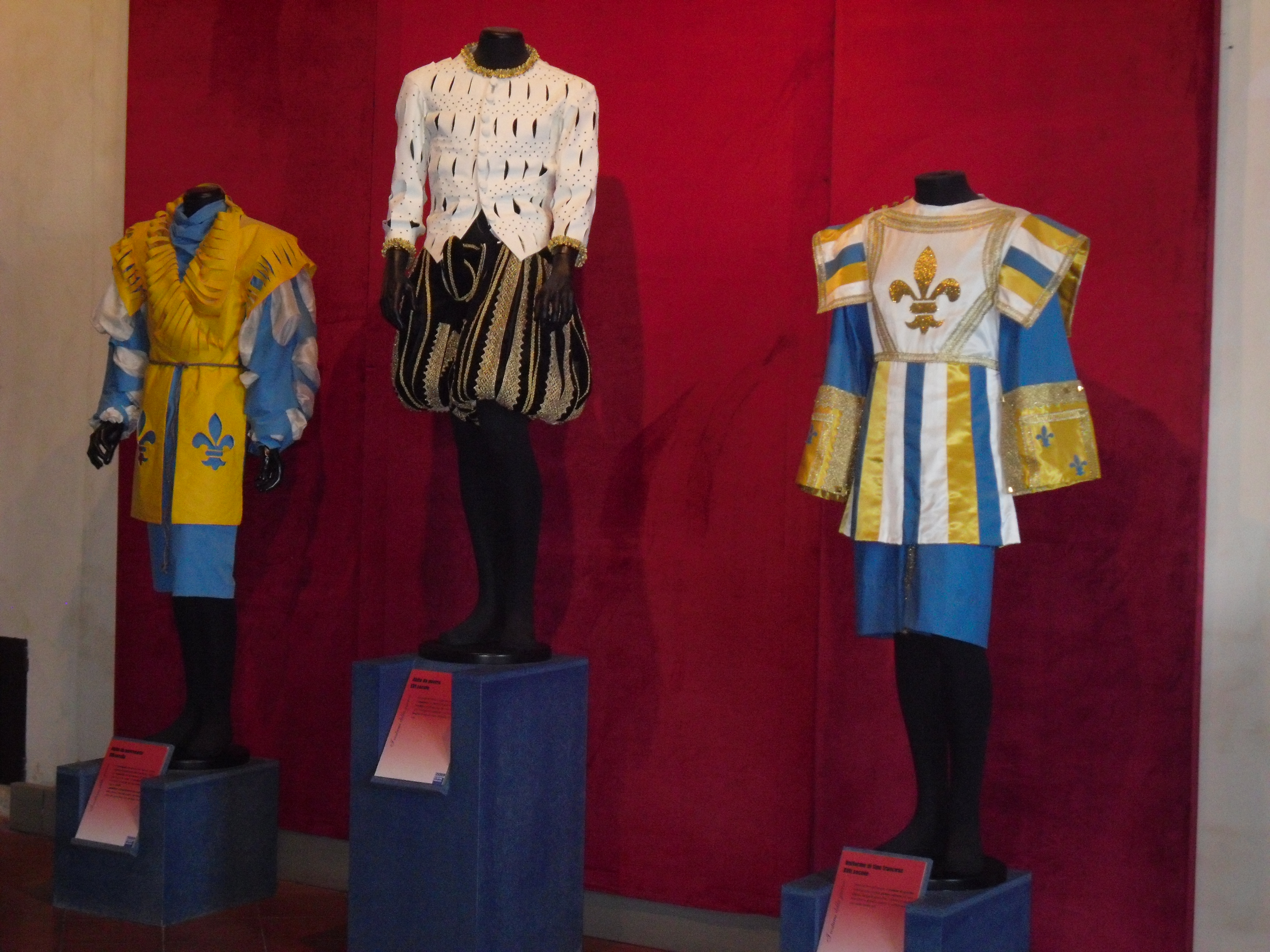
Abiti da uomo che si trovano nella terza stanza
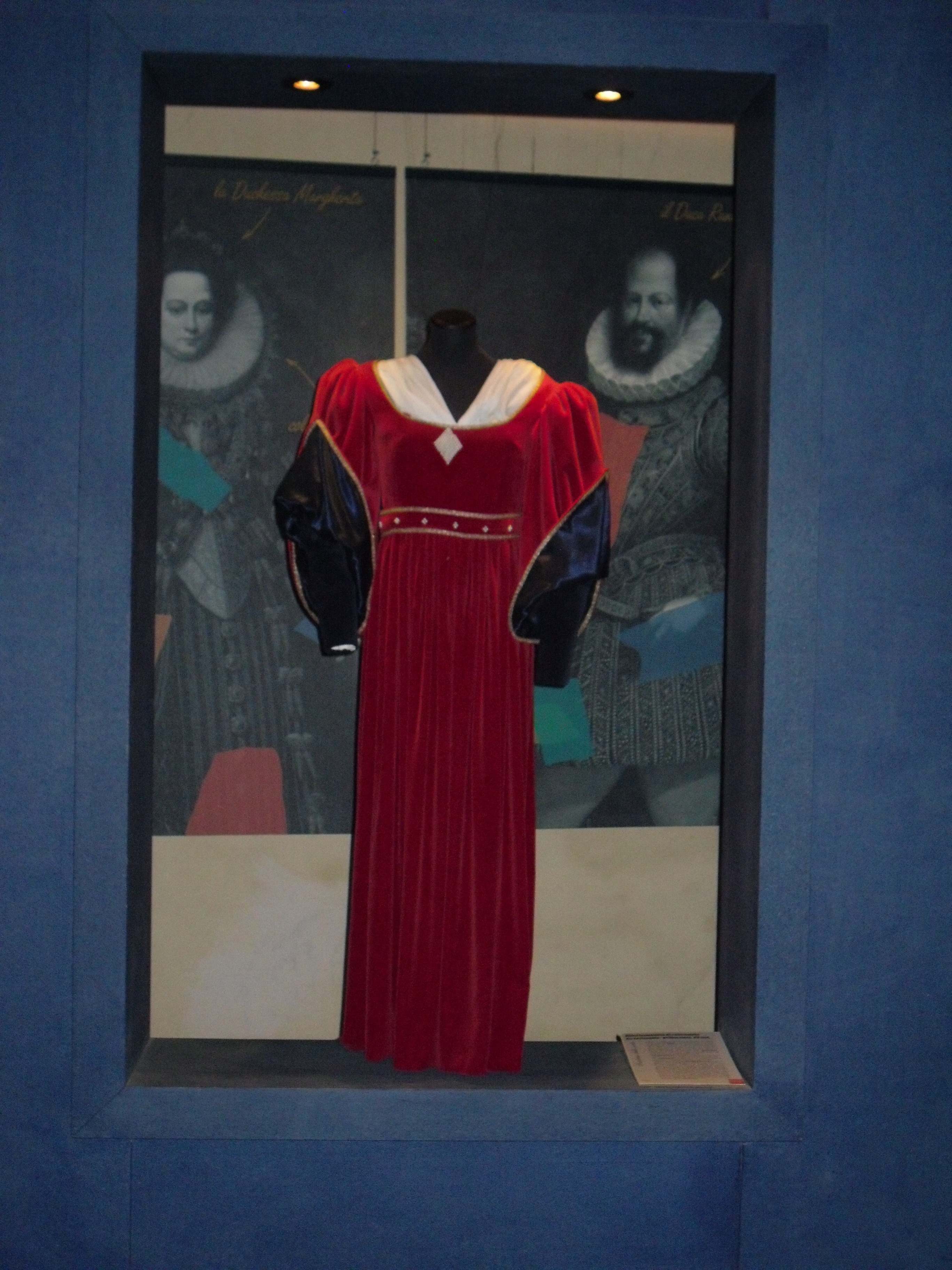
Vestito da donna quarta sala
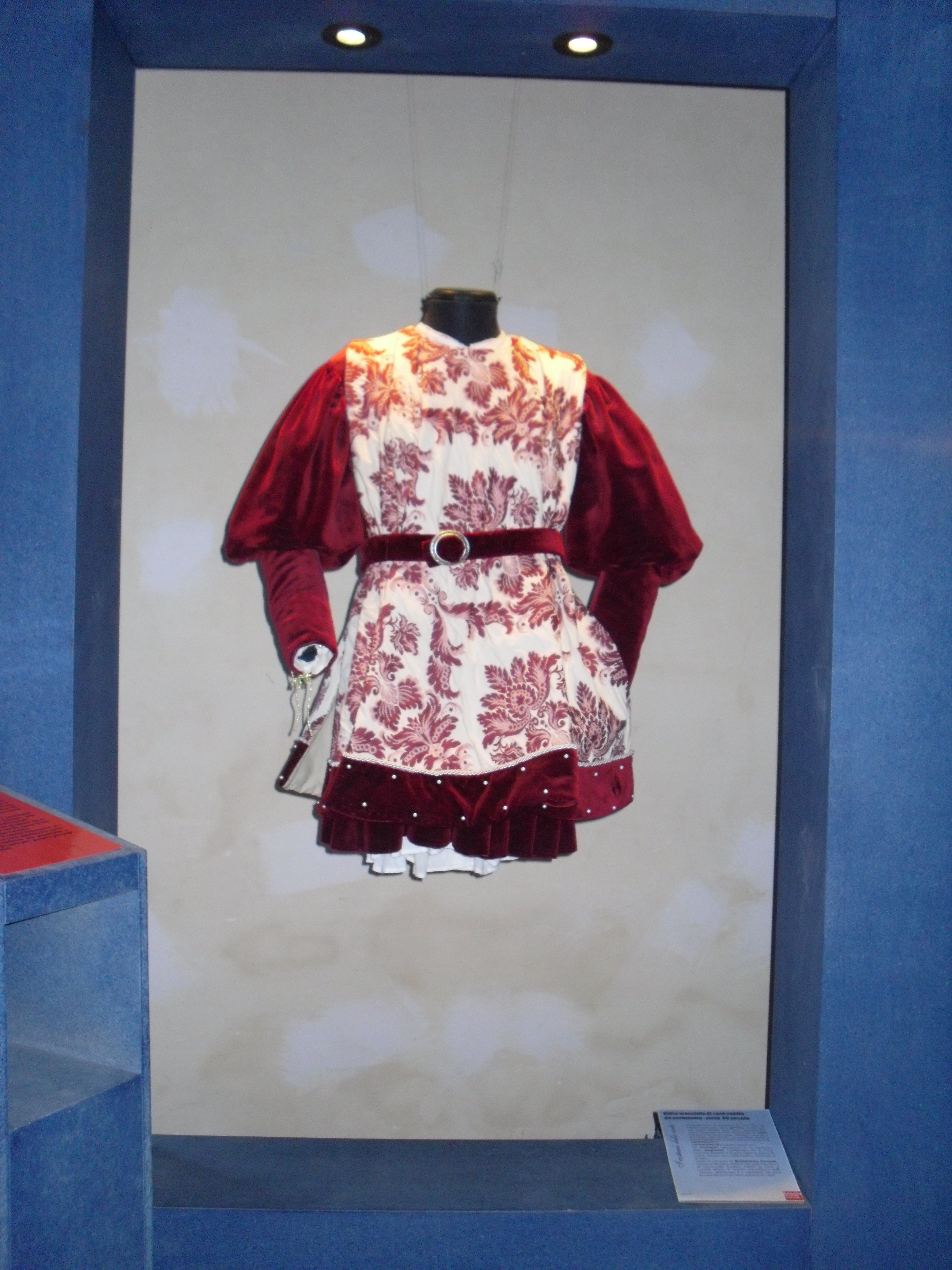
Vestito da uomo quarta sala
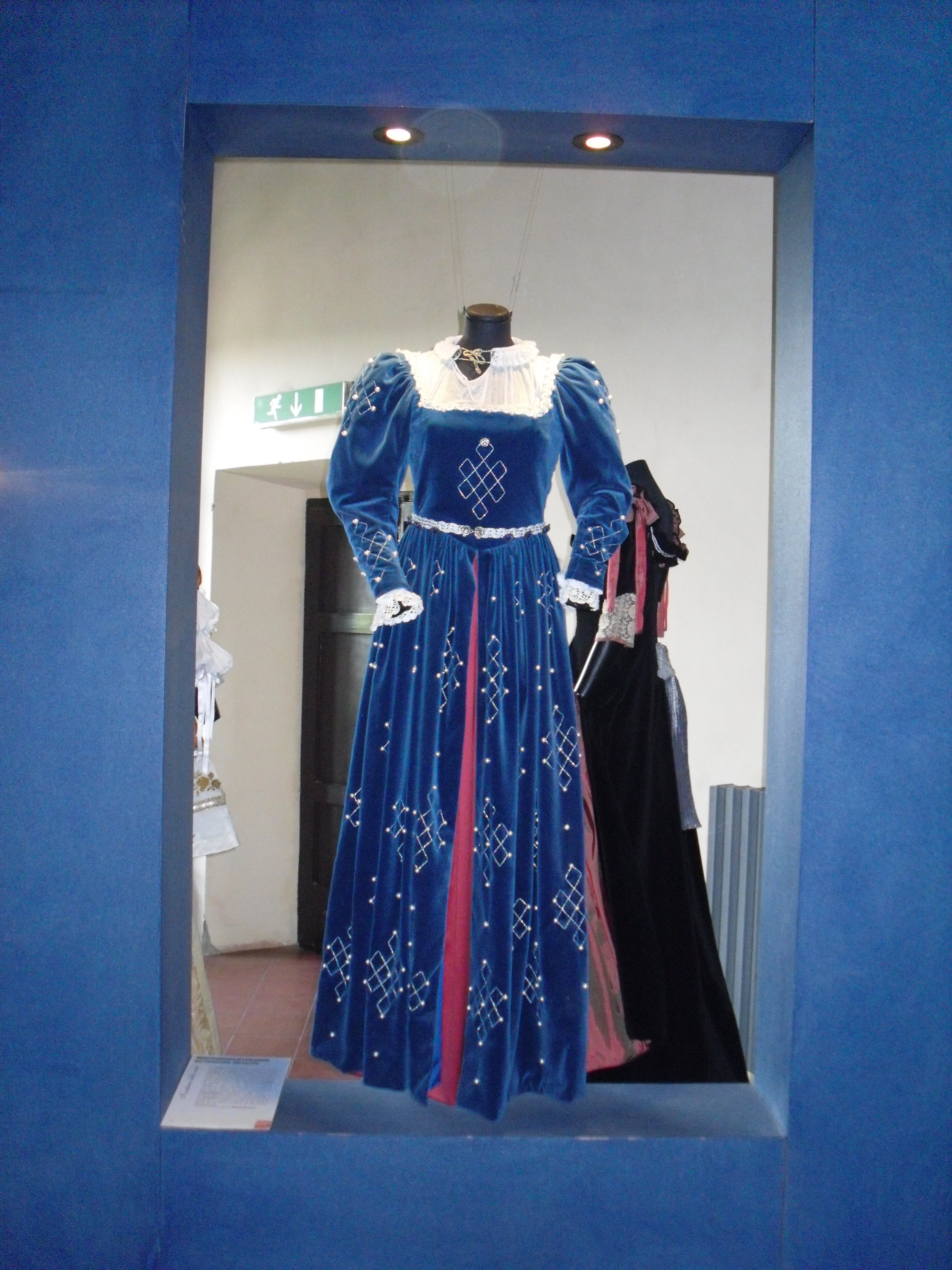
Vestito da donna quarta sala
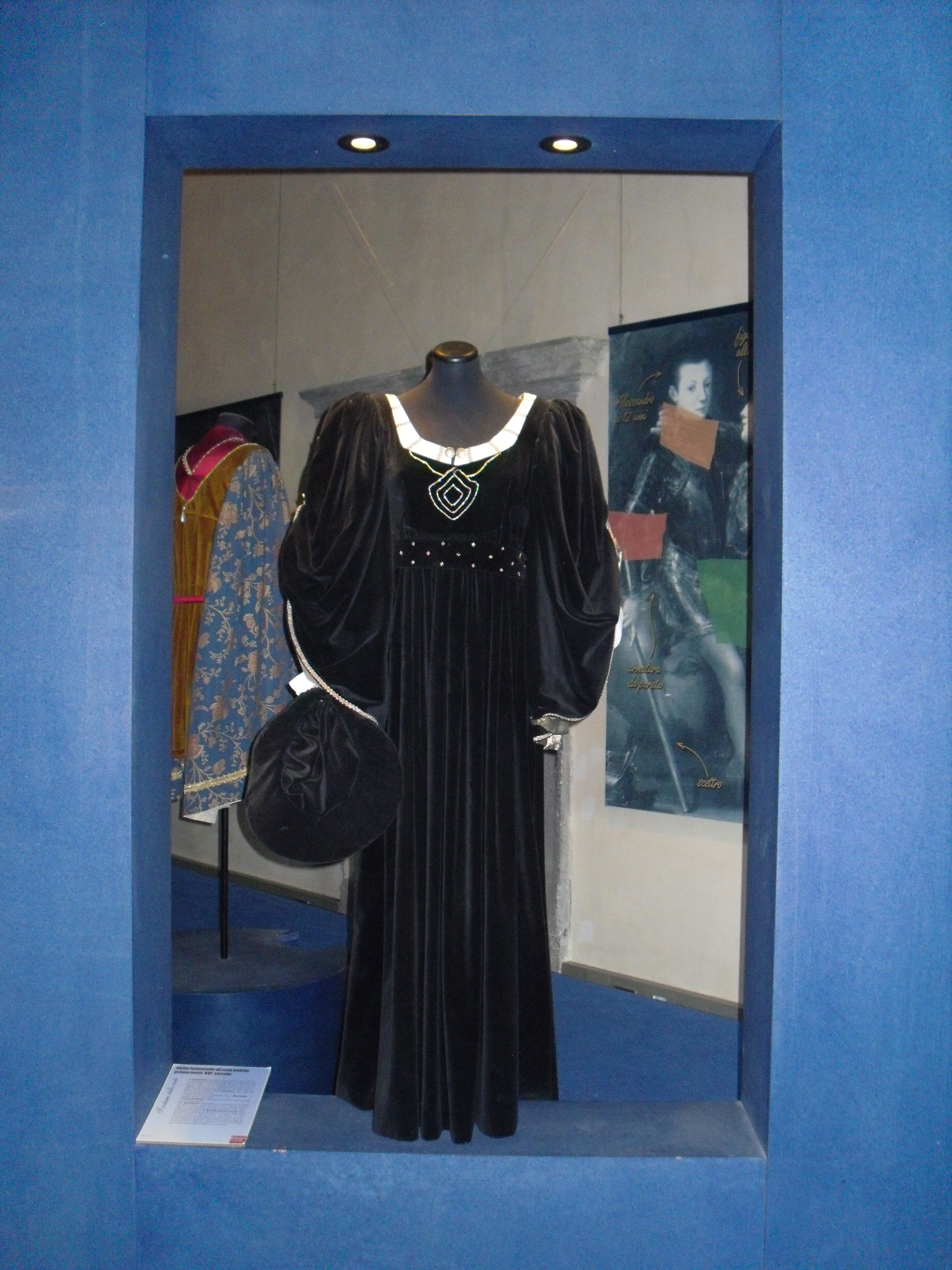
Vestito da donna quarta sala
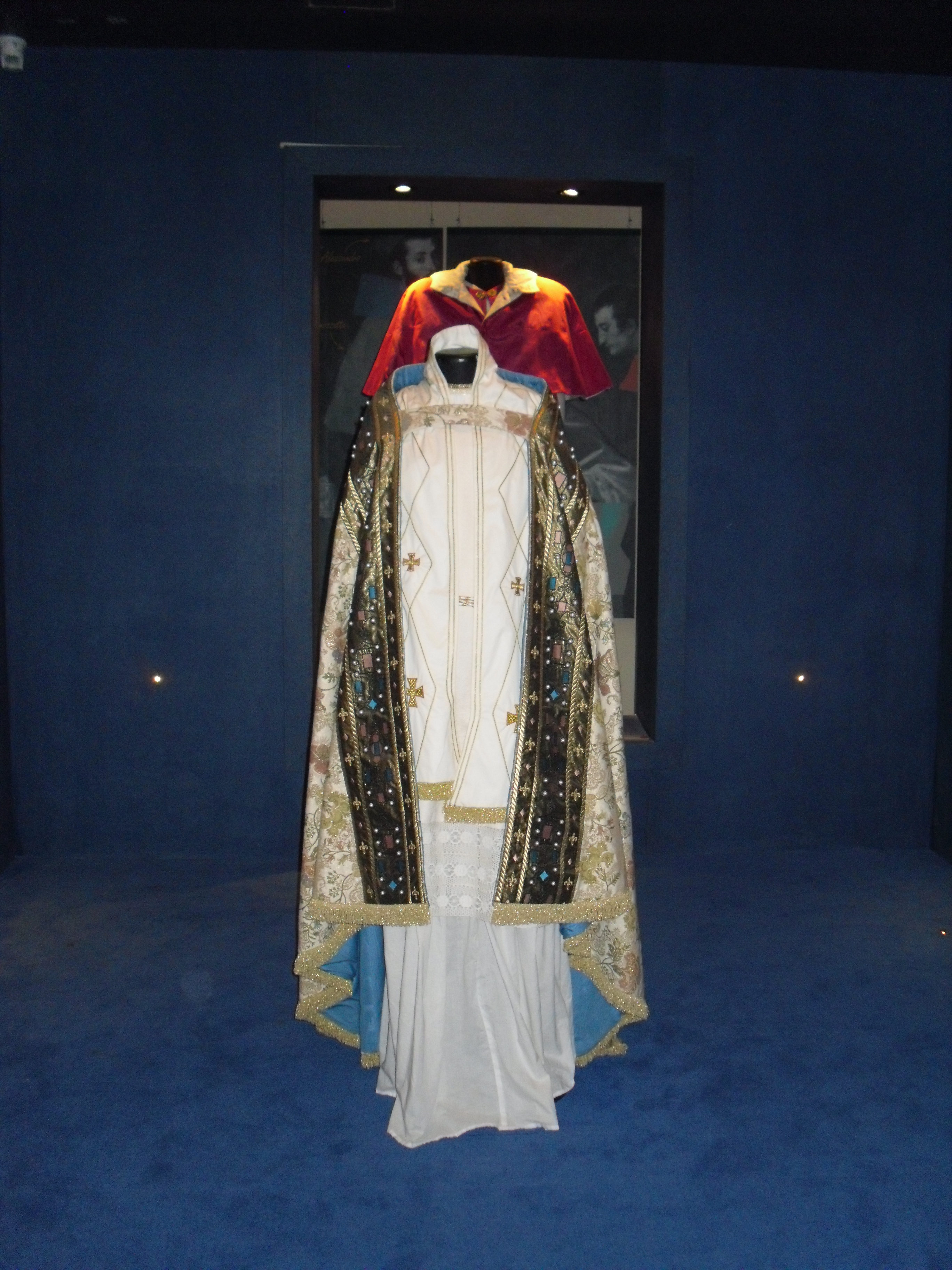
Abito di papa Paolo III quarta sala
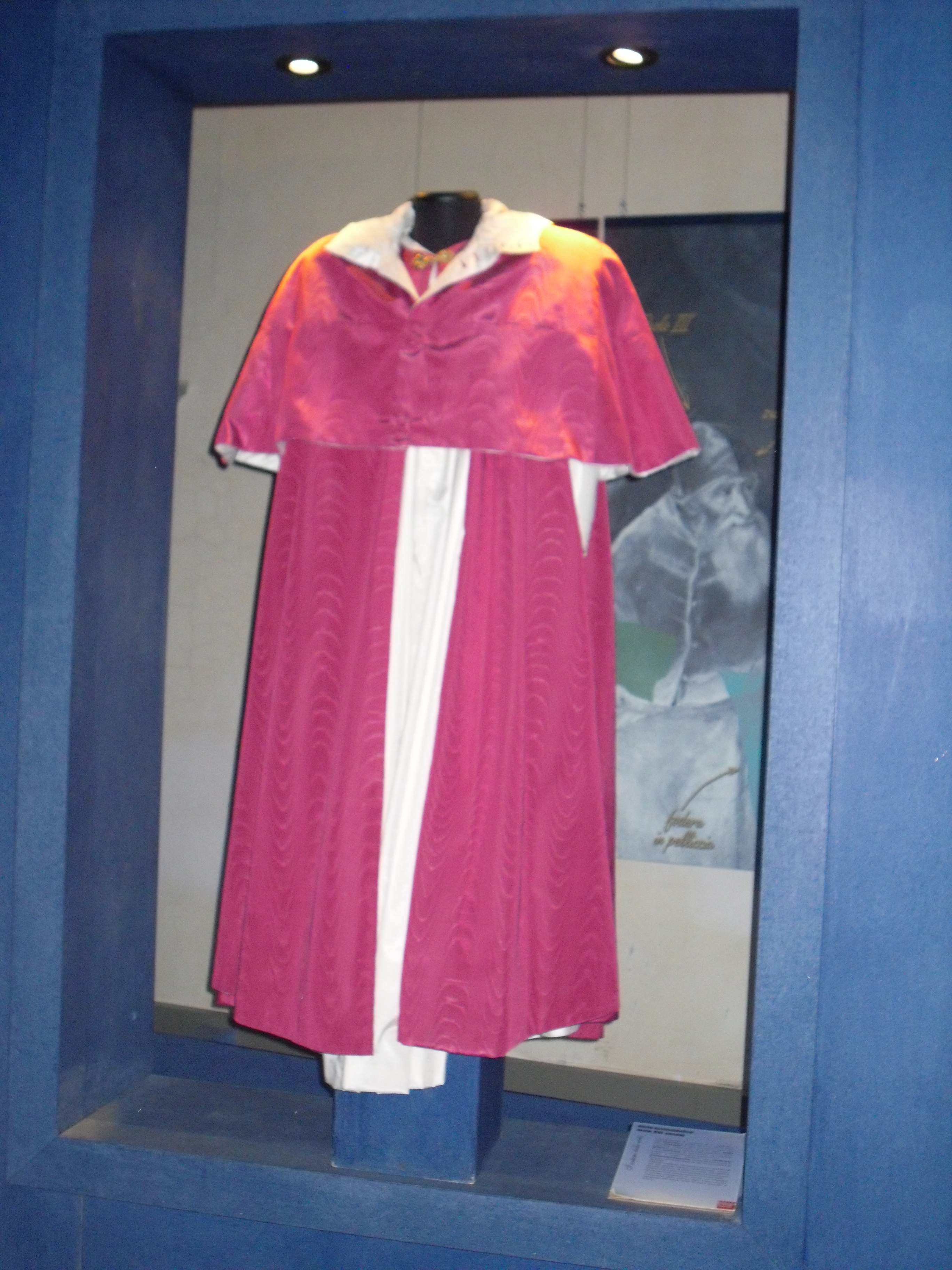
Abito del Vescovo quarta sala
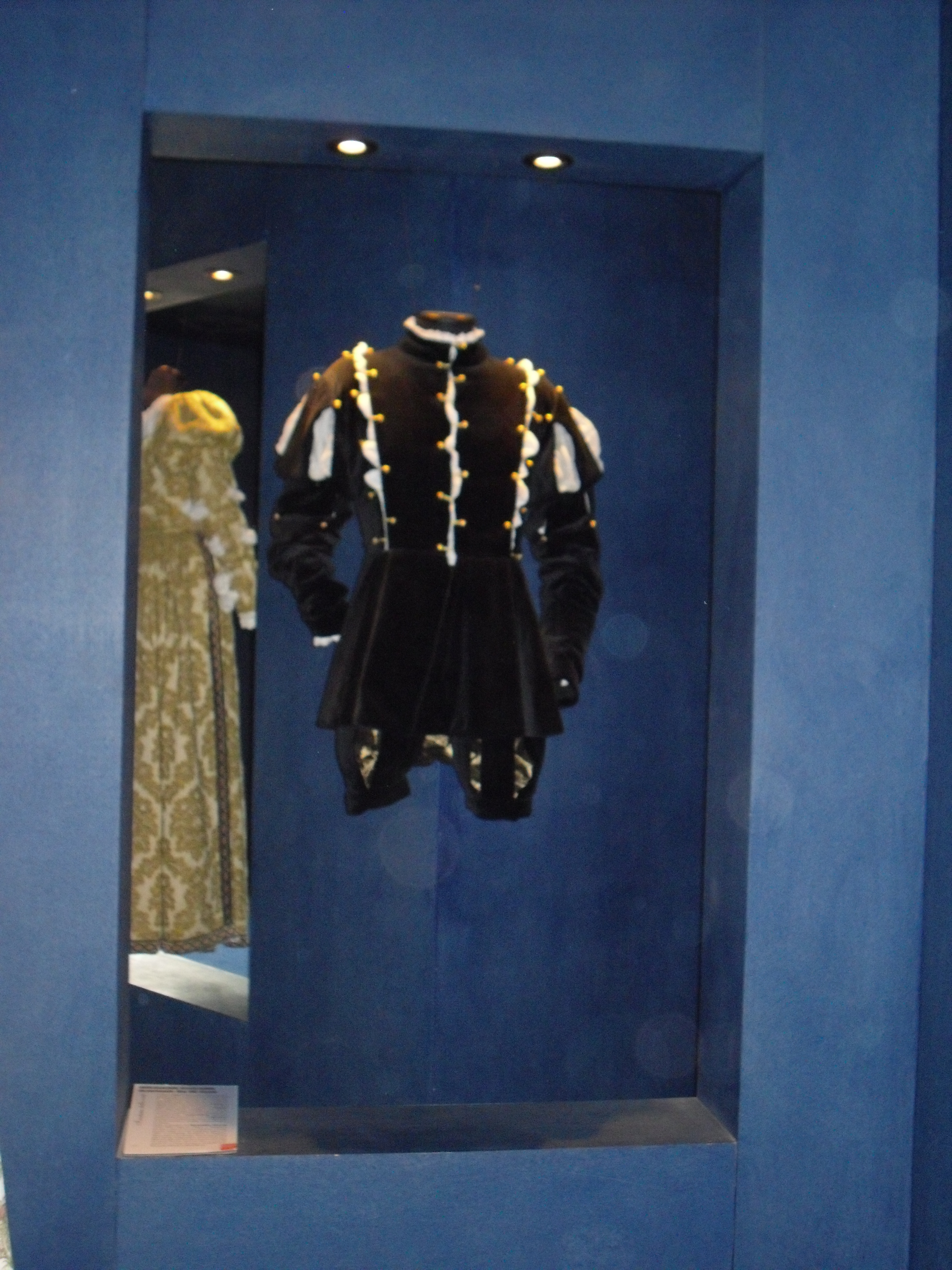
Abito maschile quarta sala
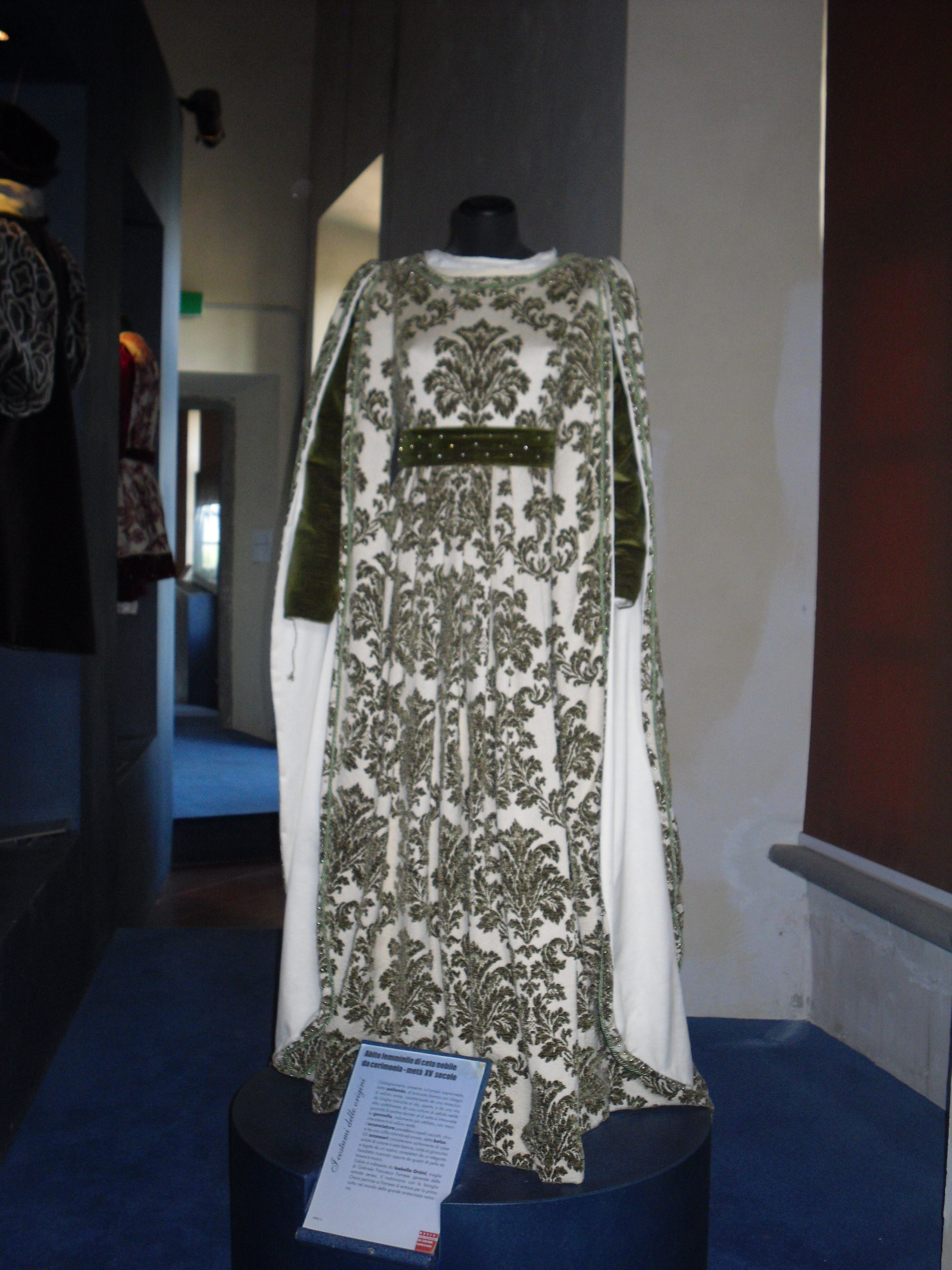
Abito da donna quarta sala
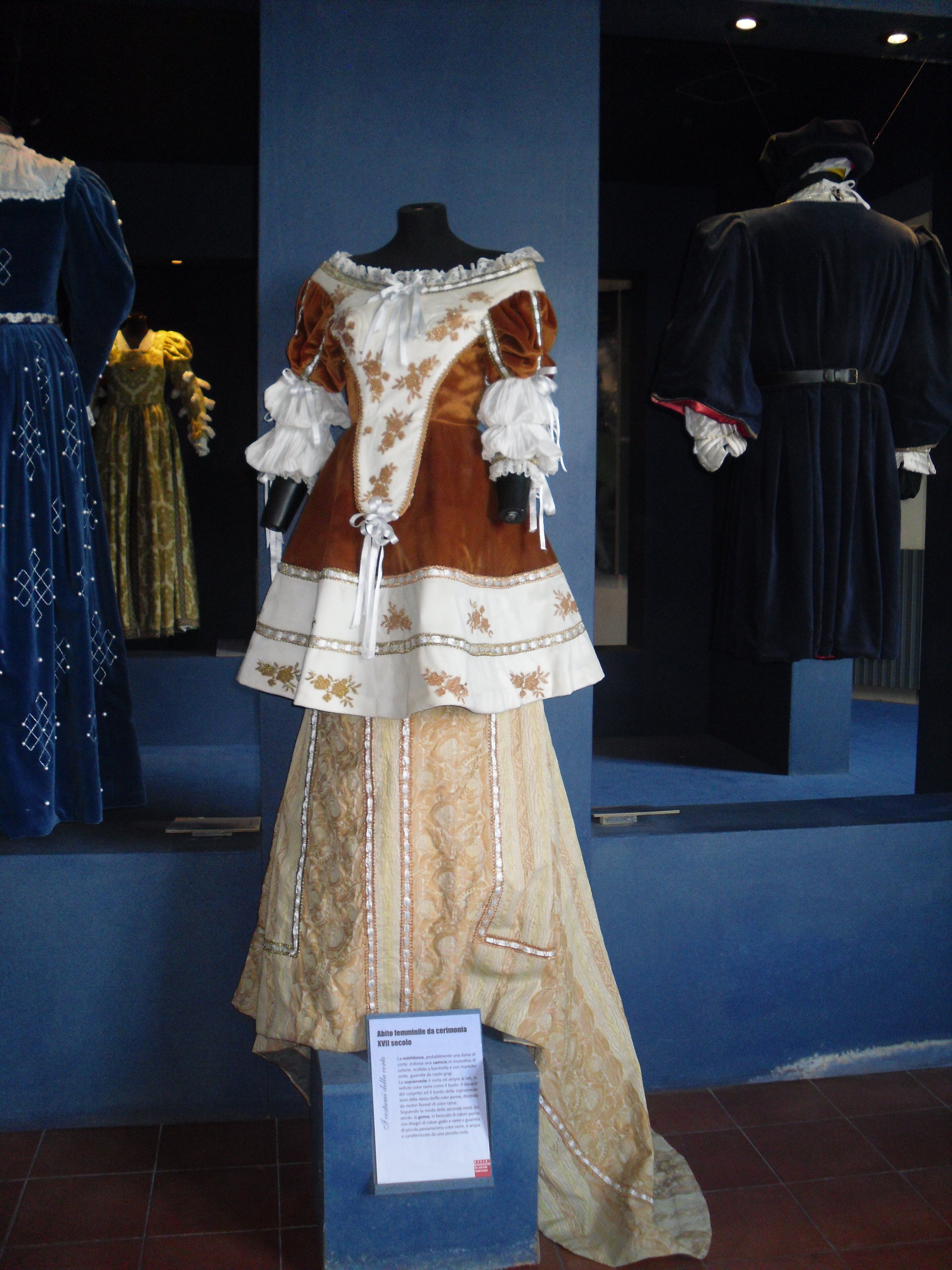
Abito da donna quarta sala
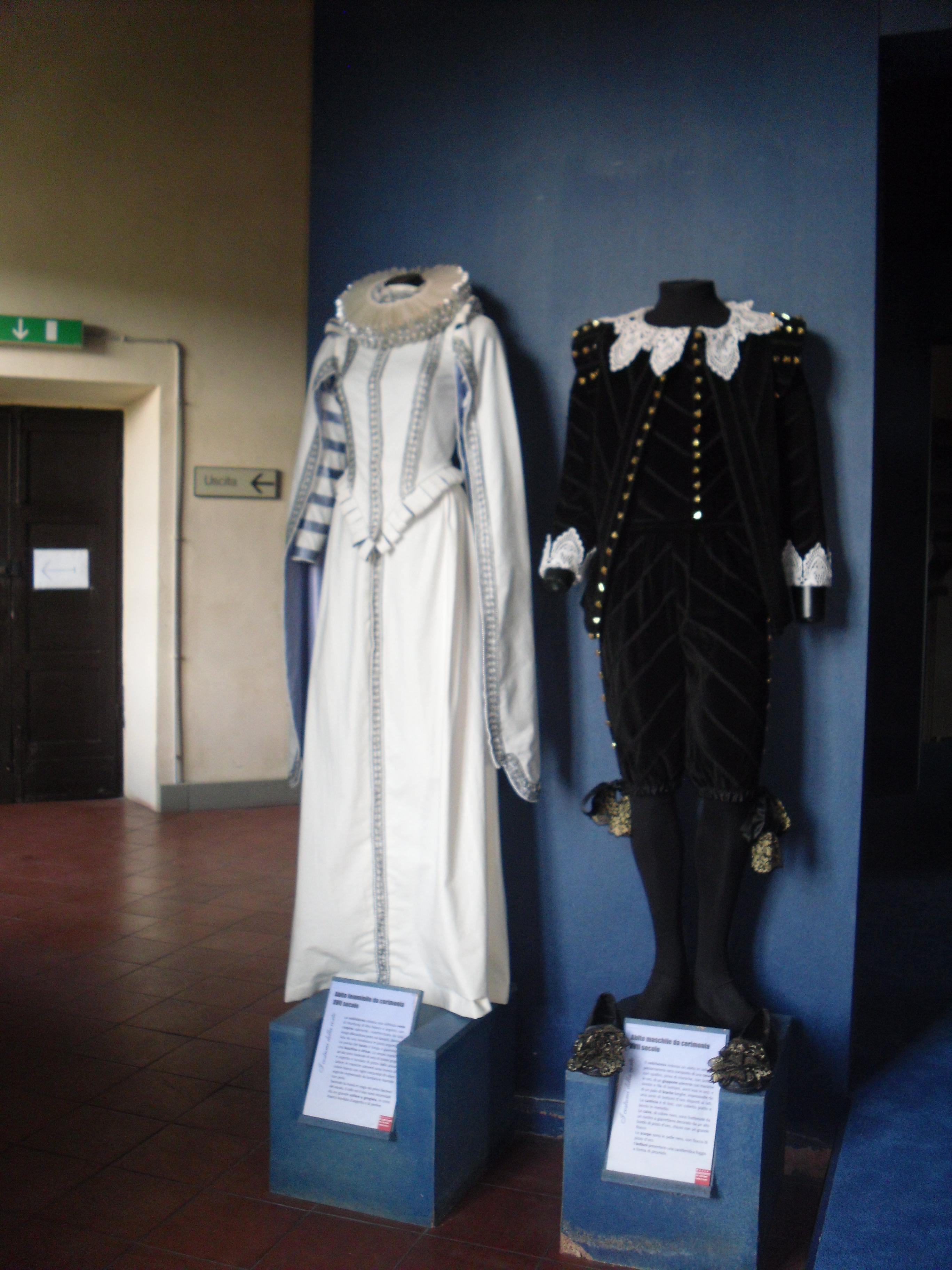
Abito da donna e da uomo quarta sala
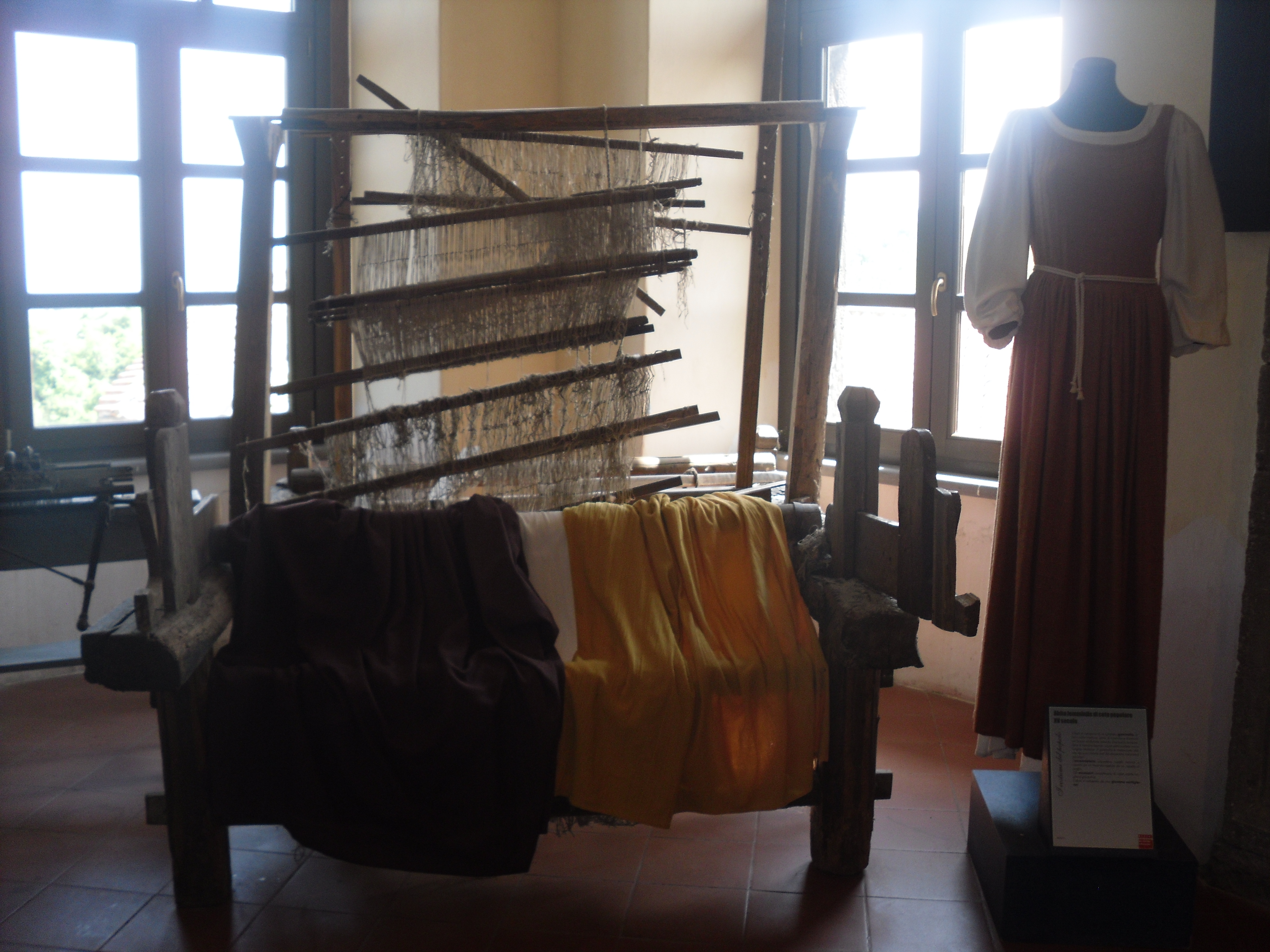
Telaio originali della fine dell'Ottocento
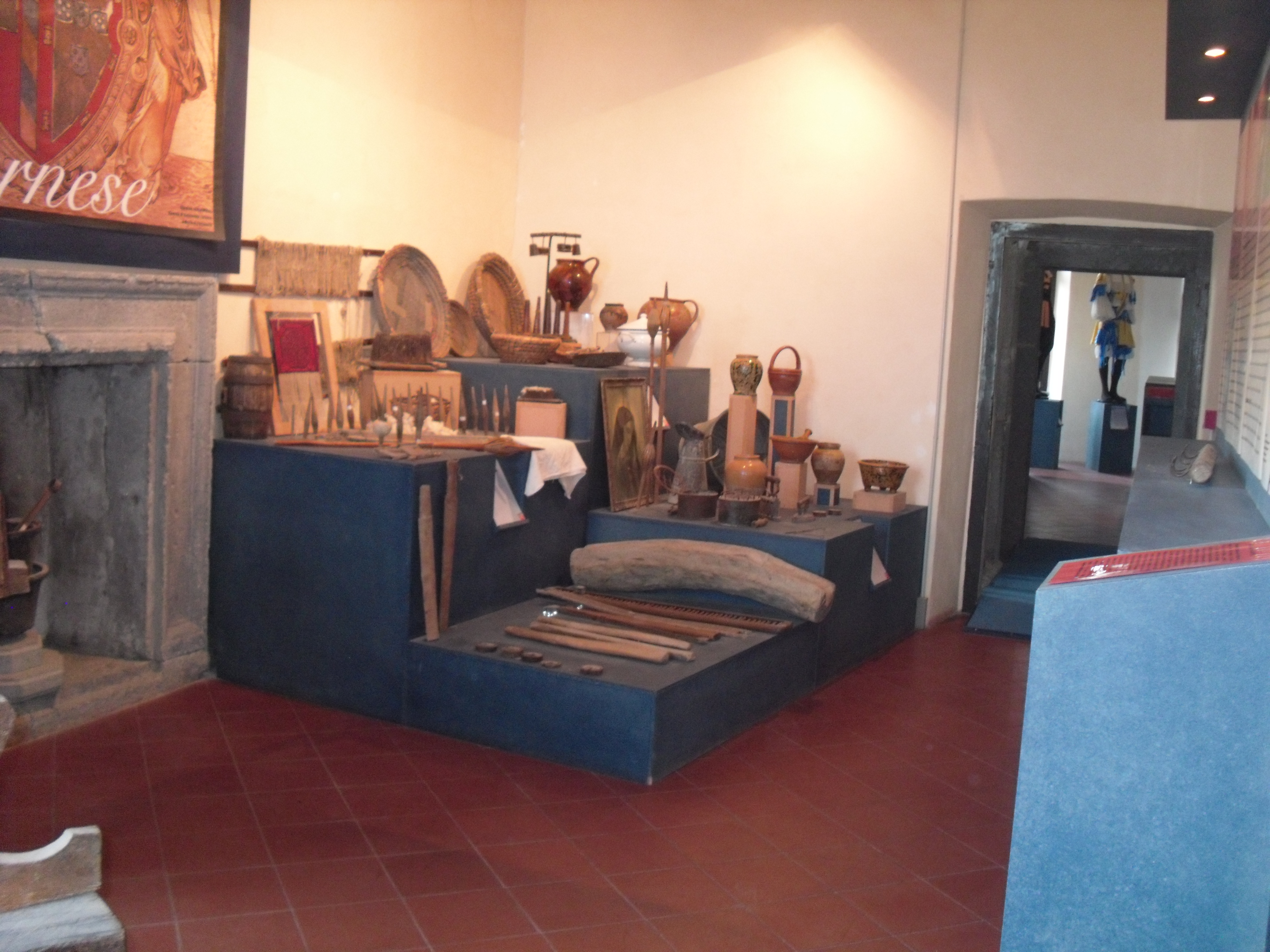
Utensili per la lavorazione della lana e della canapa
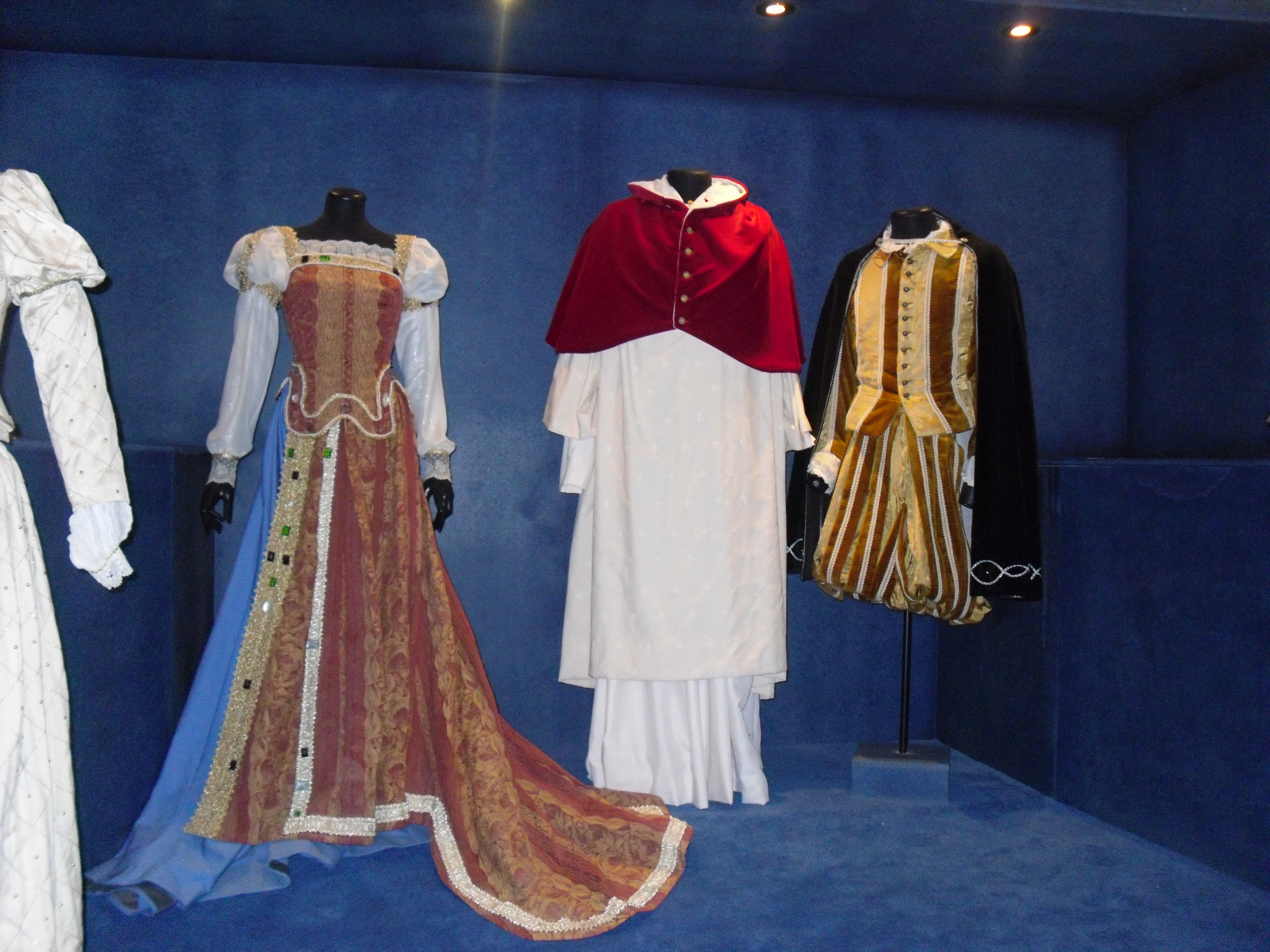
Riproduzione della scena del matrimonio sesta sala
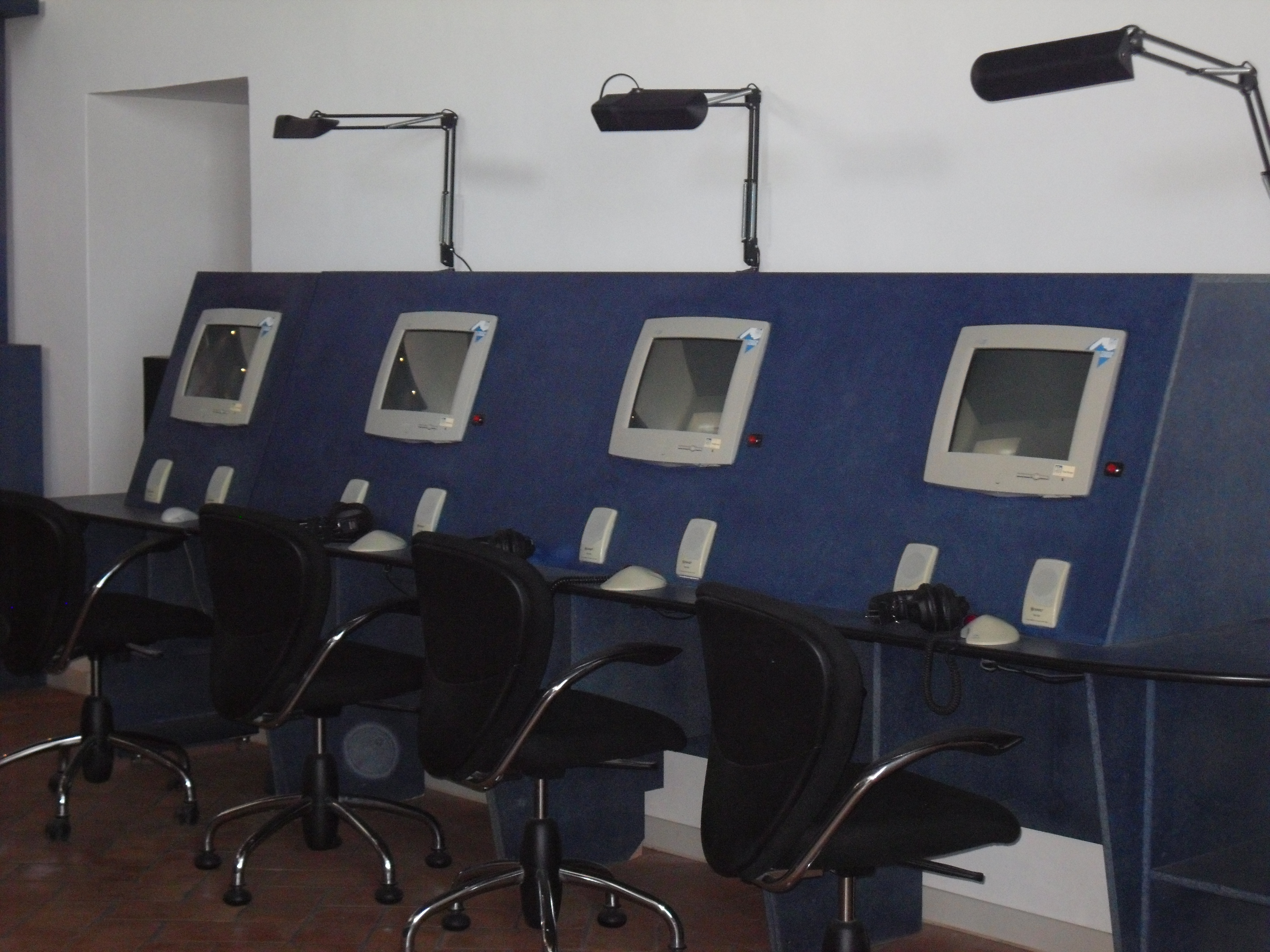
Sala multimediale